# Sherrill (Arkansas)
Pour les articles homonymes, voir Sherrill.
Sherrill est une ville du comté de Jefferson (Arkansas), en Arkansas aux États-Unis.

## Démographie
| 1940 | 1950 | 1960 | 1970 | 1980 | 1990 |
| ---- | ---- | ---- | ---- | ---- | ---- |
| 258  | 263  | 241  | 208  | 161  | 55   |

| 2000 | 2010 | - | - | - | - |
| ---- | ---- | - | - | - | - |
| 126  | 84   | - | - | - | - |